# Fenway Park
Fenway Park – stadion baseballowy w Bostonie, na którym swoje mecze rozgrywa zespół Boston Red Sox. Jest najstarszym tego typu obiektem w Major League Baseball.
Budowę stadionu rozpoczęto we wrześniu 1911 roku, a do użytku oddano go 20 kwietnia 1912 roku; pierwotnie posiadał pojemność 27 tysięcy miejsc, którą zwiększono w latach trzydziestych XX wieku do 33 817. W okresie międzywojennym był dwukrotnie niszczony przez pożar (w 1926 i 1934 roku). W 1946 po raz pierwszy na Fenway Park rozegrano Mecz Gwiazd, zaś rok później zainstalowano sztuczne oświetlenie. Odbywały się na nim również mecze piłkarskie; po raz pierwszy w 1925 roku, po raz ostatni 26 lipca 2012 (mecz towarzyski Liverpool F.C. - AS Roma obejrzało 37 169 widzów). 
Na Fenway Park miały miejsce także koncerty; zagrali na nim między innymi Paul McCartney, Stevie Wonder, Ray Charles, The Rolling Stones, Dave Matthews Band, Aerosmith, Neil Diamond, Bruce Springsteen i E Street Band oraz The Police.

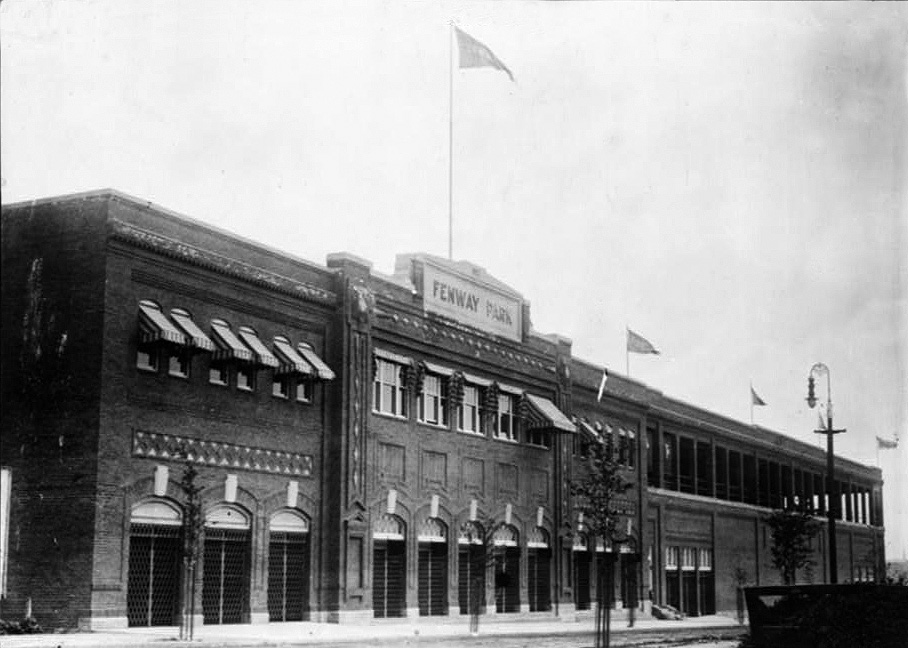
Fenway Park w 1914 roku.
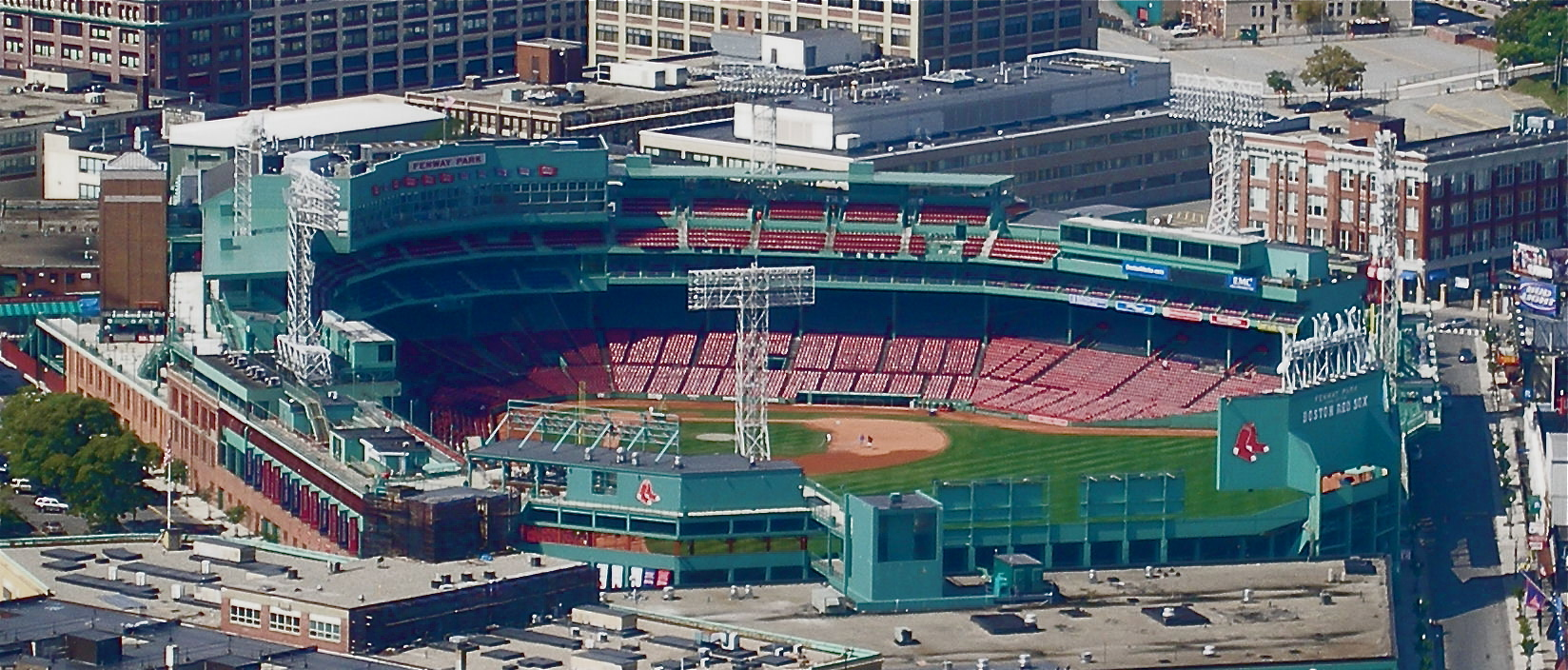
Fenway Park.
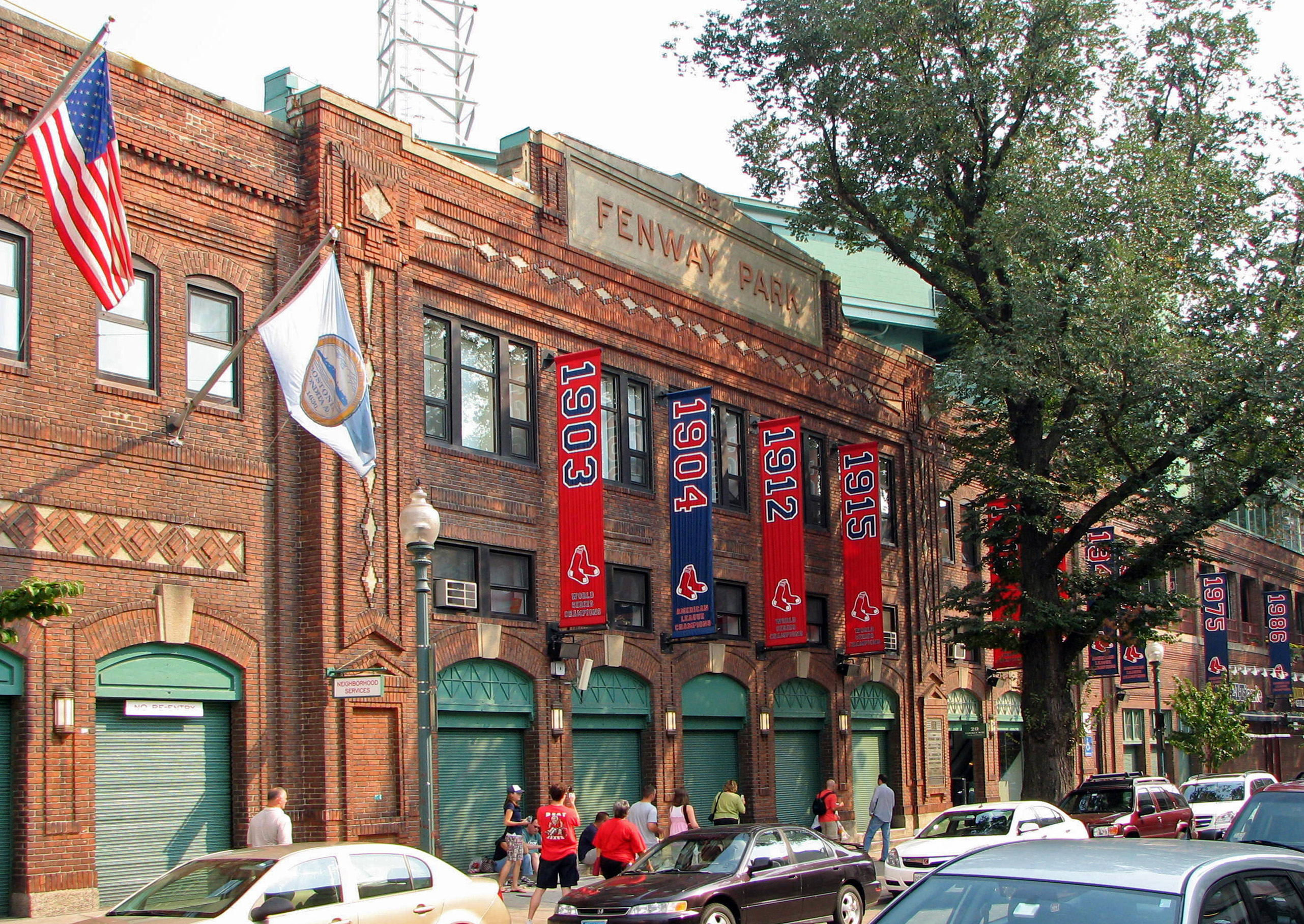
Fenway Park od strony wschodniej
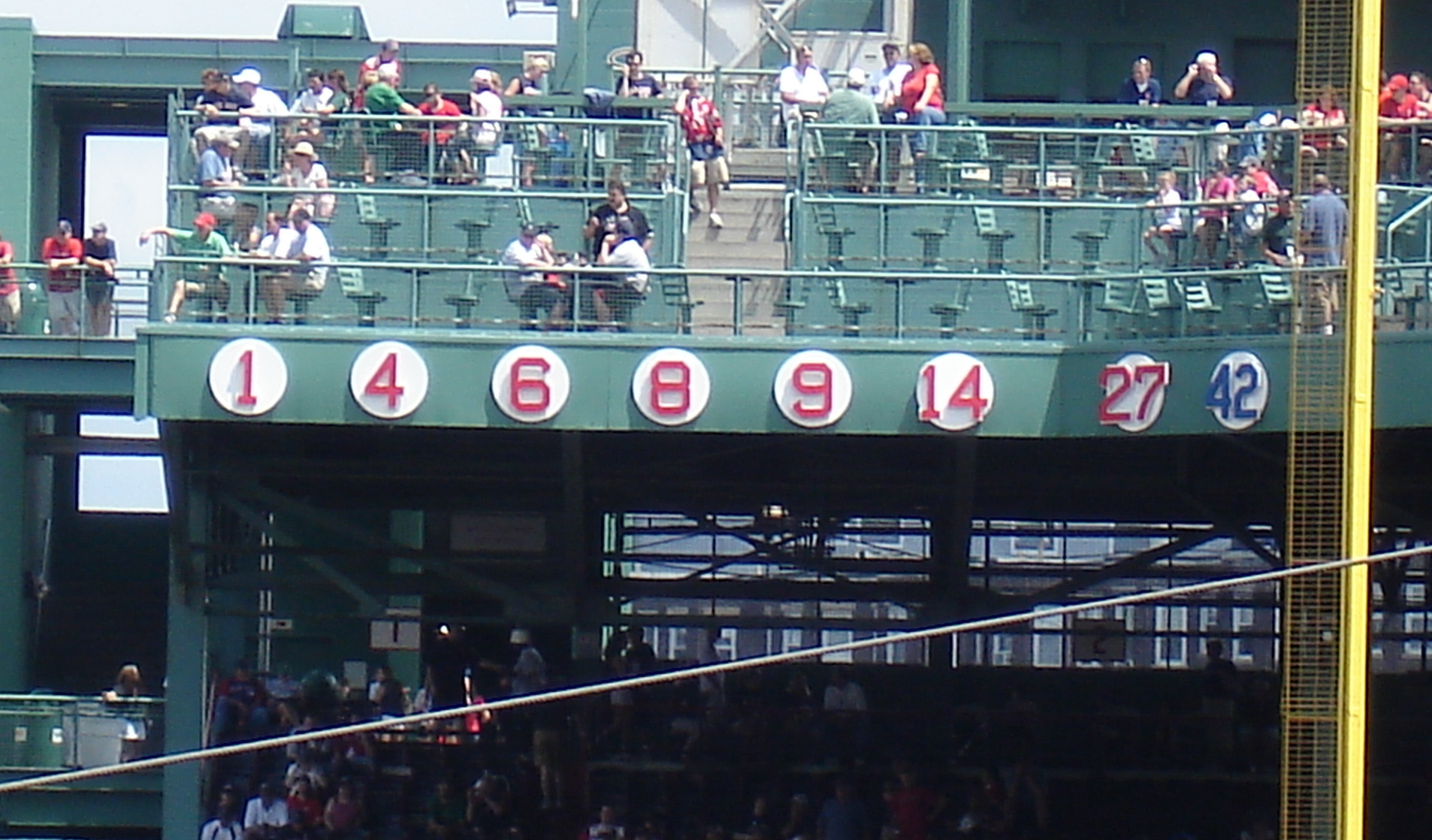
Trybuna z zastrzeżonymi numerami